# Malålistan
Malålistan (ML) är ett lokalt politiskt parti i Malå kommun. 

## Historik
Partiet grundades i juni 2005 av den före detta moderaten Arne Hellsten. Partiet blev invalt i kommunfullmäktige år 2006 som det största partiet. Vid nästa val, 2010, minskade partiet med nästan 10 procentenheter och tappade 3 mandat. Vid kommunvalet 2014 tappade partiet 1,23 procentenheter från det föregående valet.
Mandatperioden 2006-2010 styrde Malålistan kommunen tillsammans med Folkpartiet, Centerpartiet och Kristdemokraterna. Malålistans Arne Hellsten blev kommunalråd.
Efter motgången vid valet 2010 togs styret i Malå kommun över av Socialdemokraterna och Vänsterpartiet.

## Valresultat
| År   | Röster | %     | Mandat  |
| ---- | ------ | ----- | ------- |
| 2006 | 891    | 39,25 | 12 / 31 |
| 2010 | 621    | 29,31 | 9 / 31  |
| 2014 | 572    | 28,08 | 7 / 25  |
| 2018 | 315    | 15,94 | 4 / 25  |
| 2022 | 287    | 16,00 | 4 / 25  |